# 官金
官金，柬埔寨高棉族人，柬埔寨王家军三军副总司令综合参谋长，前线指挥部司令、人民党中央救扶奥多棉芷省工作组主席，柬埔寨人民党中央常委、洪森总理顾问，四星上将，妻子为华人，现居于柬埔寨大金欧市，

## 与华人情况
官金将军妻子是华人，故华人与他的关系非常密切，官金对华人恢复发展也提供了不少帮助与支持，例如，他在大金欧市对参与重建华人三太子庙，向洪森兴中中学赠建一栋大楼，根据大金欧当地居民称：每当除夕那天，官金上将和夫人在干拉省省长与省长夫人当地官员的陪同下，还按照华人习俗，在庙中上香、敬茶、敬元宝等。